# 阿什莉·拜登
阿什莉·布拉泽·拜登（英語：Ashley Blazer Biden，1981年6月8日—），美国社会工作者、社运人士、慈善家、时装设计师，為美国第46任总统乔·拜登的女儿。2014年至2019年任特拉华州司法中心执行主任。在中心任公职前，供职于特拉华州儿童、青年及其家属服务部。另外还于2017年纽约时装周宣布成立时装公司Livelihood，与网络零售商吉尔特集团共同为社区计划募资，从而消除国内收入不平等现象。

## 早年与家庭
1981年6月8日，阿什莉·拜登在特拉华州威尔明顿出生。其父乔·拜登系前美国副总统、现任当选总统，其母吉尔·拜登是教育家。亨特·拜登及已故的博·拜登由乔·拜登和前妻内莉亚·亨特·拜登所生，是她同父异母的哥哥。曾祖父是爱德华·弗朗西斯·布莱维特。阿什莉继承了父亲的英国、法国和爱尔兰血统，也有母亲的英国、苏格兰和西西里血统。
阿什莉随家人信仰天主教，在特拉华州格林维尔受洗。年少时，父亲是特拉华州的国会参议员，母亲是教育家。

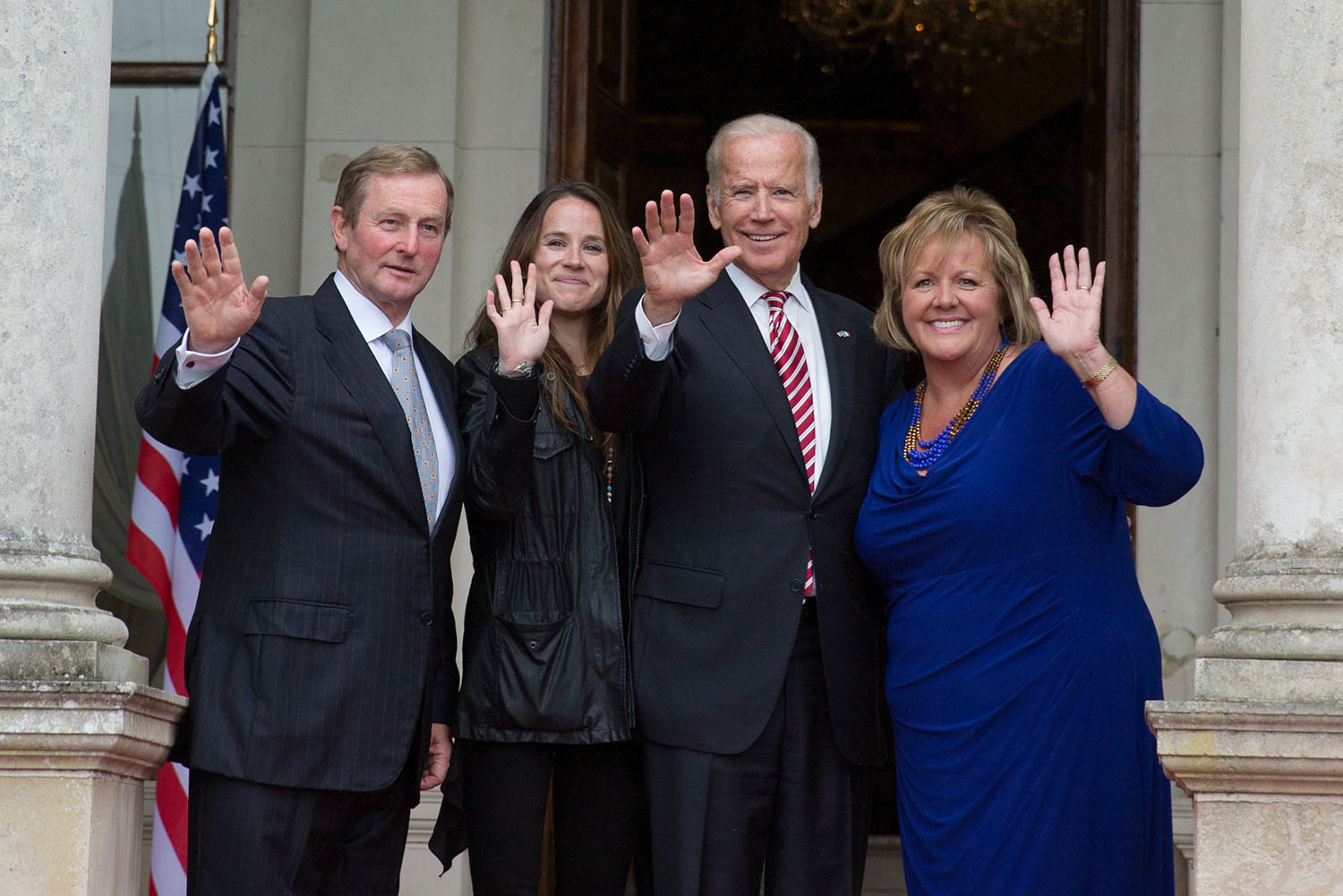
爱尔兰总理恩达·肯尼和总理夫人菲奥努拉·肯尼与拜登父女，2016年摄于法姆林斯莊園。

阿什莉小学就读于貴格會在威尔明顿经营的私立学校威尔明顿贵格会学校。1999年，于私立天主教学校阿奇米尔学院中学毕业（这里也是乔·拜登的母校），曾加入学校的袋棍球和草地曲棍球队。阿什莉还是小学生的时候，有一次曾了解到美妆产品公司Bonne Bell用动物测试产品，于是写信给这家公司，要求他们更改有关政策。之后参与海豚保育，启发乔·拜登和国会议员芭芭拉·柏克瑟起草获通过的《1990年海豚保护消费者知情法》（1990 Dolphin Protection Consumer Information Act），而阿什莉也曾在美国国会议员面前就该法进行游说。

## 教育经历与职业生涯
阿什莉于杜兰大学学习文化人类学。大一那年，她加入女子公司（Girls Incorporated，今金斯伍德学院（Kingswood Academy）），担任夏令营顾问。她还参加乔治城大学的夏令营计划，与阿纳科斯的年轻人一起工作。毕业后，她在威尔明顿的一家披萨店打了几个月零工，当服务员，随后开始社会工作的职业生涯。她搬到费城肯辛顿，在西北人士服务儿童专科诊所（Northwestern Human Services Children's Reach Clinic）担任临床支持专家，帮助年青人和他们的家人获取资源，直接和精神科医生和治疗师一起工作。2010年，阿什莉获得宾夕法尼亚大学社会政策与实践学院社会工作硕士学位。她是约翰·霍普·富兰克林美国种族主义斗争奖（Combating American Racism Award）获奖毕业生，共有12人获该殊荣。

### 社会活动
阿什莉是社会正义活动人士、社会工作者。研究生毕业后，她加入非营利组织西区邻舍（West End Neighborhood House），担任刑满出狱青年就业与教育联络员，负责筹划就业和职业技能培训计划。她也擔任特拉华州儿童、青年及其家属服务部社工共15年。任职期间，她就少年司法、寄养和心理健康问题制订了多项计划。2008年，她被《特拉华州今日》（Delaware Today）列为“四十大杰出人士”（40 People to Watch）。2012年加入特拉华州司法中心（Delaware Center for Justice），任助理主任，负责该州的刑法改革问题，以及公共教育、成年受害人服务、枪支暴力、妇女囚犯及社区在融入方面的服务工作。她还负责监督中心的所有直接服务计划，接待需要接受感化的犯罪受害者、刑满出狱青年、年长囚犯、缓刑假释成年囚犯、逃学青年及宾夕法尼亚州普通法院客户。2014年晋升中心执行主任，2019年辞职。她推出的学生反枪支与黑帮勇士（Student Warriors Against Guns and Gangs）计划获少年司法和预防犯罪办公室采用，用来提供教育资源和社区志愿团体，消除纽卡斯尔县的暴力犯罪和帮派活动。

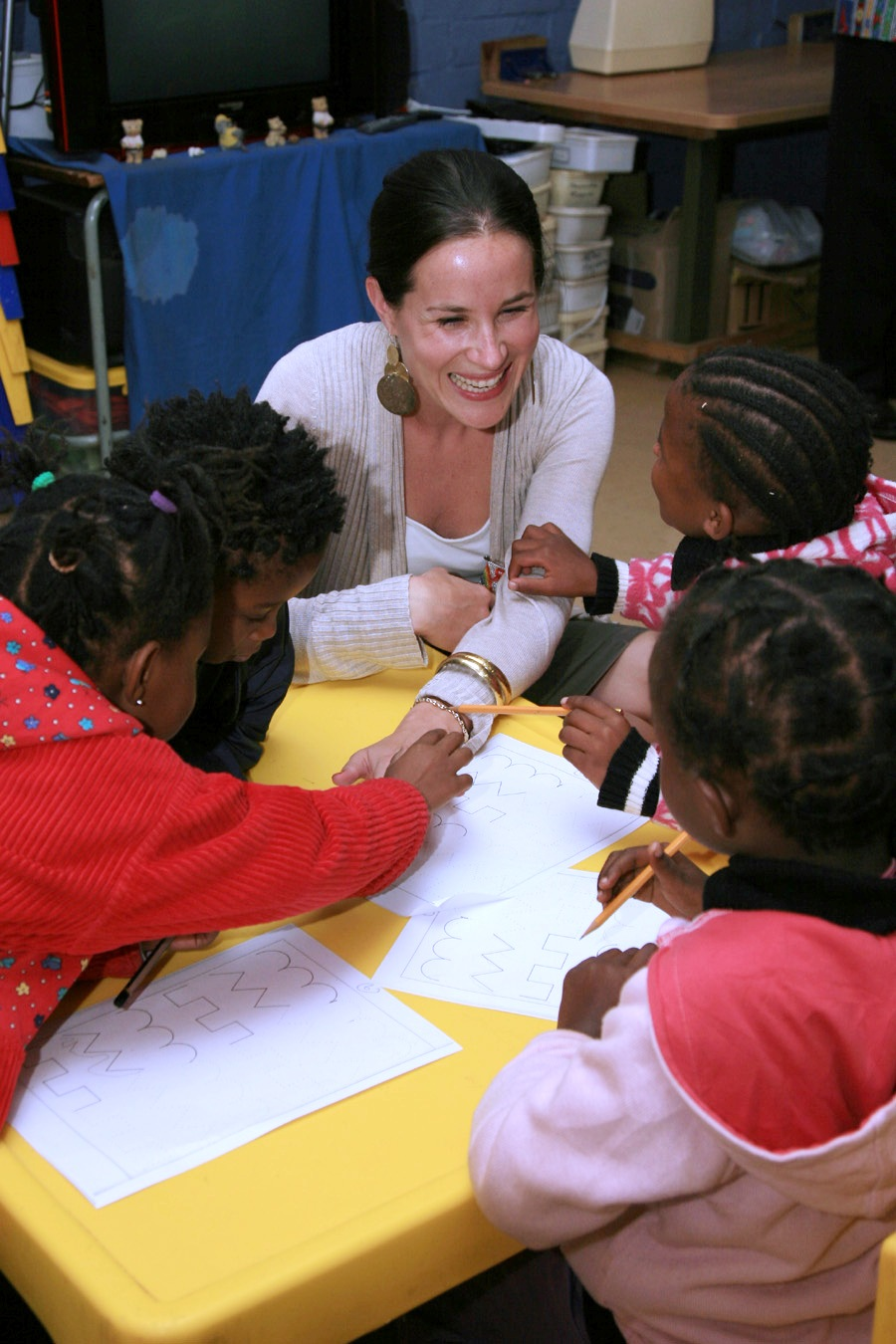
阿什莉与南非索韦托马佩特拉日托中心（Mapetla Day Care Centre）儿童交流，摄于2010年6月的外访活动

2014年，阿什莉批评死刑制度，表示这种惩罚不划算，浪费了可以用来服务受害者和预防犯罪的资源。她成立青年@艺术（Young@Art）计划，为在囚学生提供艺术品创作的资源和平台，在社区出售他们的作品。艺术品所获收益的一半归于艺术创作者，一半收归计划，用来购买美术用品及向参与社区艺术展的青年支付薪水。她还利用这项计划，向学生教授商务和金融知识的技能。

### 时装
2017年纽约时装周，阿什莉在翠贝卡春天广场（Spring Place）宣布公益时装品牌Livelihood Collection。她的父母、奧莉維亞·巴勒莫和克里斯蒂安·西里亚诺等名人出席品牌发布会。该品牌与Gilt集团和奧布瑞·克莉絲丁·普拉扎合作，为特拉华州社区基金会募资3万美元 。品牌的商标为一支箭穿过字母“LH”，灵感出自2015年脑癌去世的同父异母哥哥博。
阿什莉创立该品牌，希望对付美国的收入和种族不平等问题。品牌发布会的全部收益将捐给弱势群体计划，后续销售所得利润的10%会捐给华盛顿特区阿纳科斯社区和威尔明顿河谷镇的社区组织。产品采用原产自美国的有机棉花，在美国制造。她决定给品牌设计连帽衫，考虑到他们和劳工运动的联系，以及对社会正义的标志性意义。品牌网站还提供公民参与和经济正义方面的信息。
阿什莉与柯琳·艾特伍、芭芭拉·特芬克、蕾切尔·佐伊、比布·莫哈帕特拉、贝西·约翰逊、卡尔文·克莱恩、奥斯卡·德拉伦塔、萧志美、保罗·塔兹韦尔等设计师一起为《花生漫画》角色史努比和贝儿的12英寸塑料娃娃设计衣服，他们的作品于2017年9月7日在曼哈顿布魯克菲爾德廣場开始的“史努比和贝尔时装展”（Snoopy and Belle in Fashion）展出，又于圣迭戈、洛杉矶等全美主要城市巡展，10月1日结束。
2020年6月，她为华盛顿特区汉密尔顿酒店（Hamilton Hotel）职员设计制服，系Livelihood Collection品牌的分支。制服在私人发布晚会上公布。酒店向Livelihood捐款1.5万美元。

## 个人生活

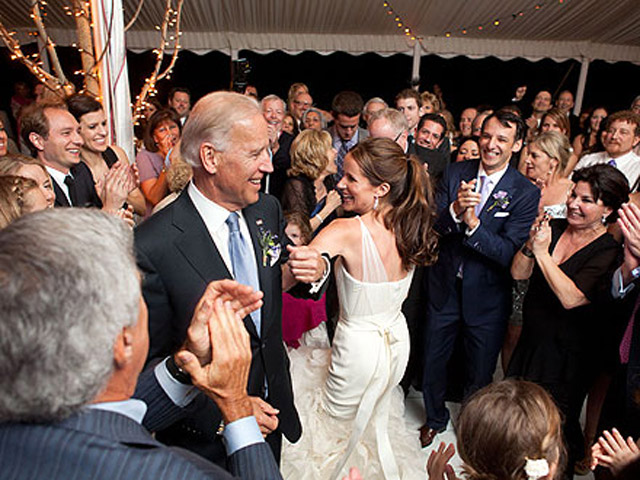
阿什莉和父亲在她的婚礼上跳霍拉舞

2002年，阿什莉在芝加哥遭逮捕，被控妨碍警察。那天晚上她正要离开分区街一家酒吧的时候，朋友约翰·考伦蒂斯（John Kaulentis）和警察口角，朝对方扔了一罐汽水，当时这位警察要他远离阻止酒吧客人走到街道上的护栏。后来冲突升级，导致另一位朋友凯利·多诺霍（Kelly Donohoe）一位警察。就在考伦蒂斯和多诺霍被抓去的拘留时候，阿什莉因所谓的“口头恐吓”警察被捕。三人最终交担保金获释。
2009年，阿什莉的朋友试图将她在派对上吸食可卡因的影片卖给《纽约邮报》，要价200万美元。经过协商，开价减到40万美元，但报社拒绝接受，改为发表一篇关于这段视频的报道。《纽约邮报》报道发表后，有消息指阿什莉曾于1999年在新奥尔良因持有大麻被捕，但控罪后来撤销，她也获释。
2010年，阿什莉在哥哥博的介绍下，结识整形兼耳鼻喉外科医生霍华德·凯林。2012年，两人在布兰迪威尔圣约瑟夫教堂举行跨宗教婚礼（凯尔文信犹太教）。霍华德在费城托马斯·杰斐逊大学医院工作，担任托马斯·杰斐逊大学面部、整形及重构手术助理教授。
阿什莉是虔诚的天主教徒。她和丈夫、父亲和哥哥曾于2016年赴梵蒂冈单独觐见教宗方济各。
2020年8月，父亲获2020年总统选举民主党提名前夕，阿什莉在2020年民主党全国大会讲话。8月6日，阿什莉主持“威斯康星州女性支持拜登”（Wisconsin Women for Biden）集会，讨论父亲竞选团队所提出的“女性议题”（Women's Agenda），将女性议题带入2020年美国总统选举。
2022年5月18日，阿什莉·拜登的新冠病毒检测呈阳性。